# Бирманский янтарь

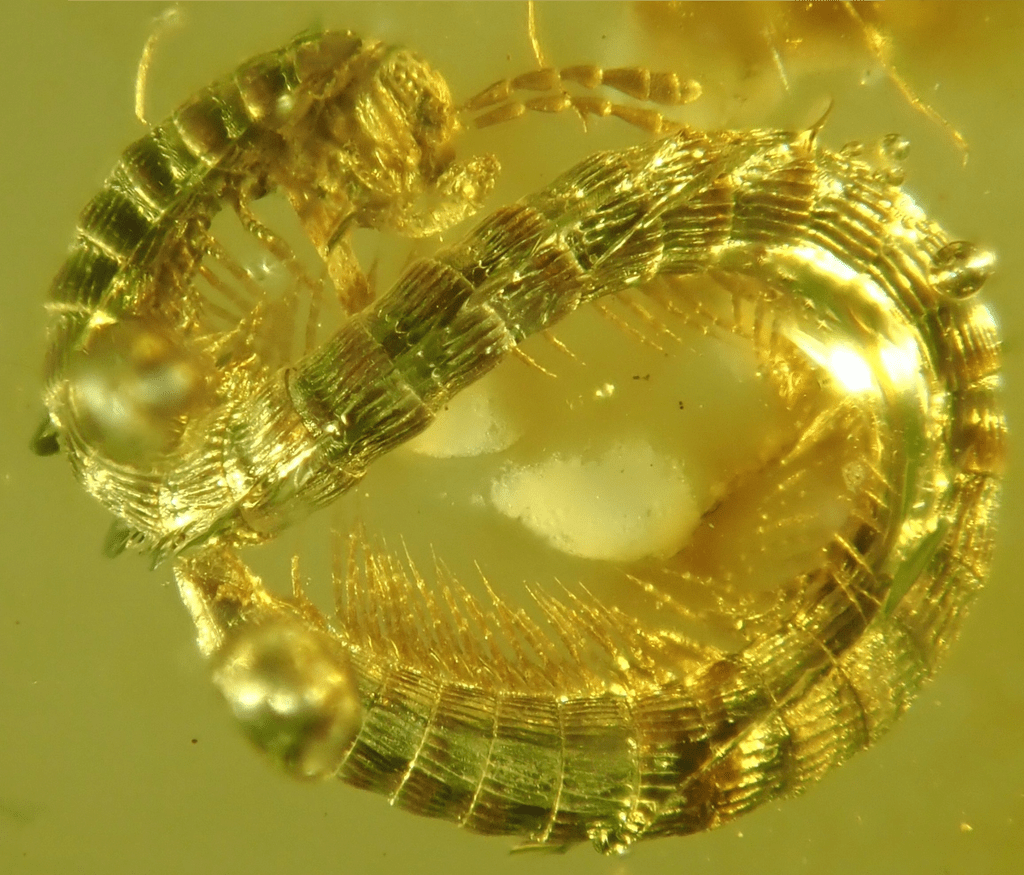
Многоножка Burmanopetalum inexpectatum (Callipodida) в куске Бирманского янтаря

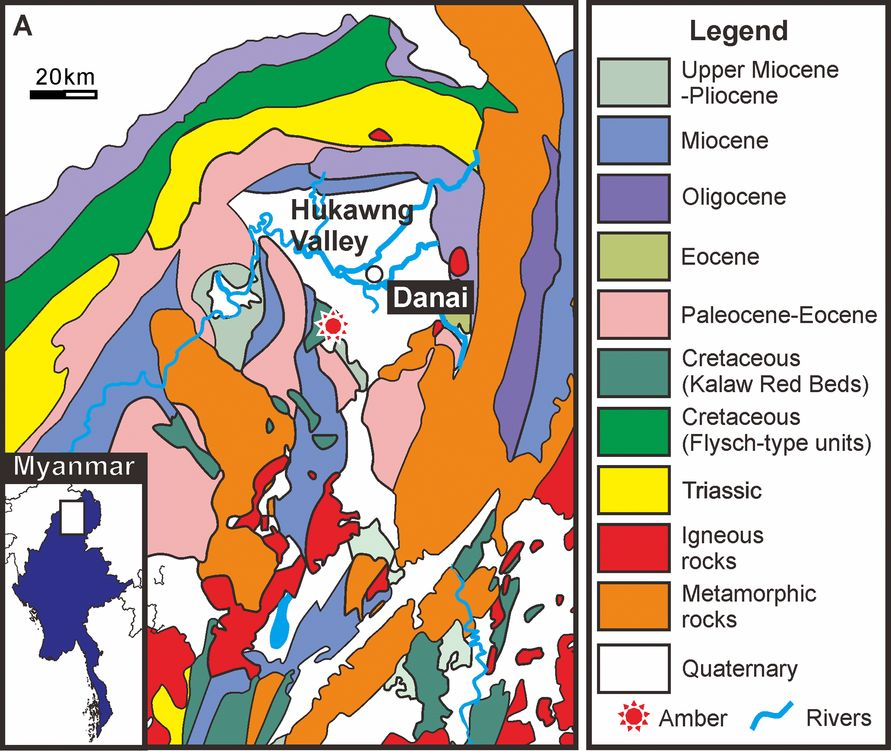
Геологическая карта северной Мьянмы

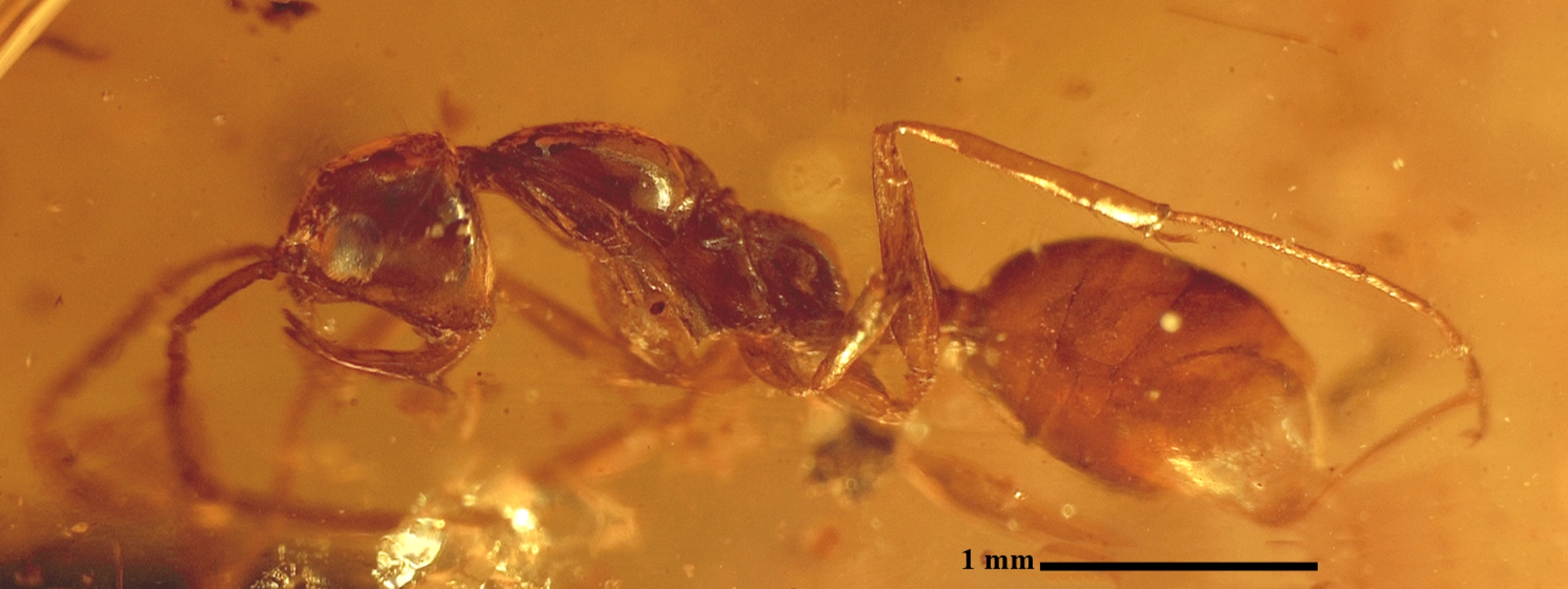
Муравей Haidomyrmex zigrasi в янтаре

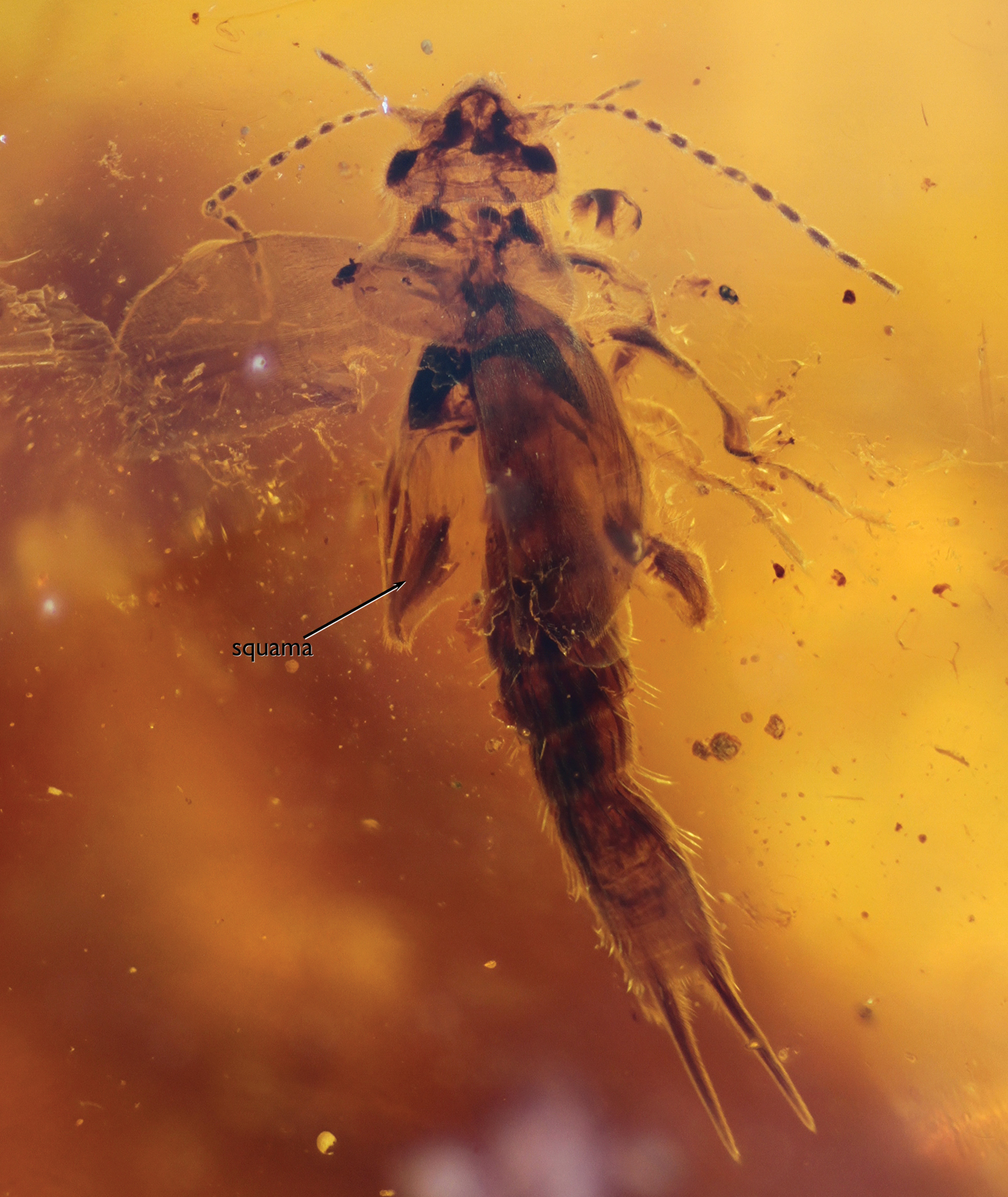
Уховёртка Astreptolabis ethirosomatia в янтаре

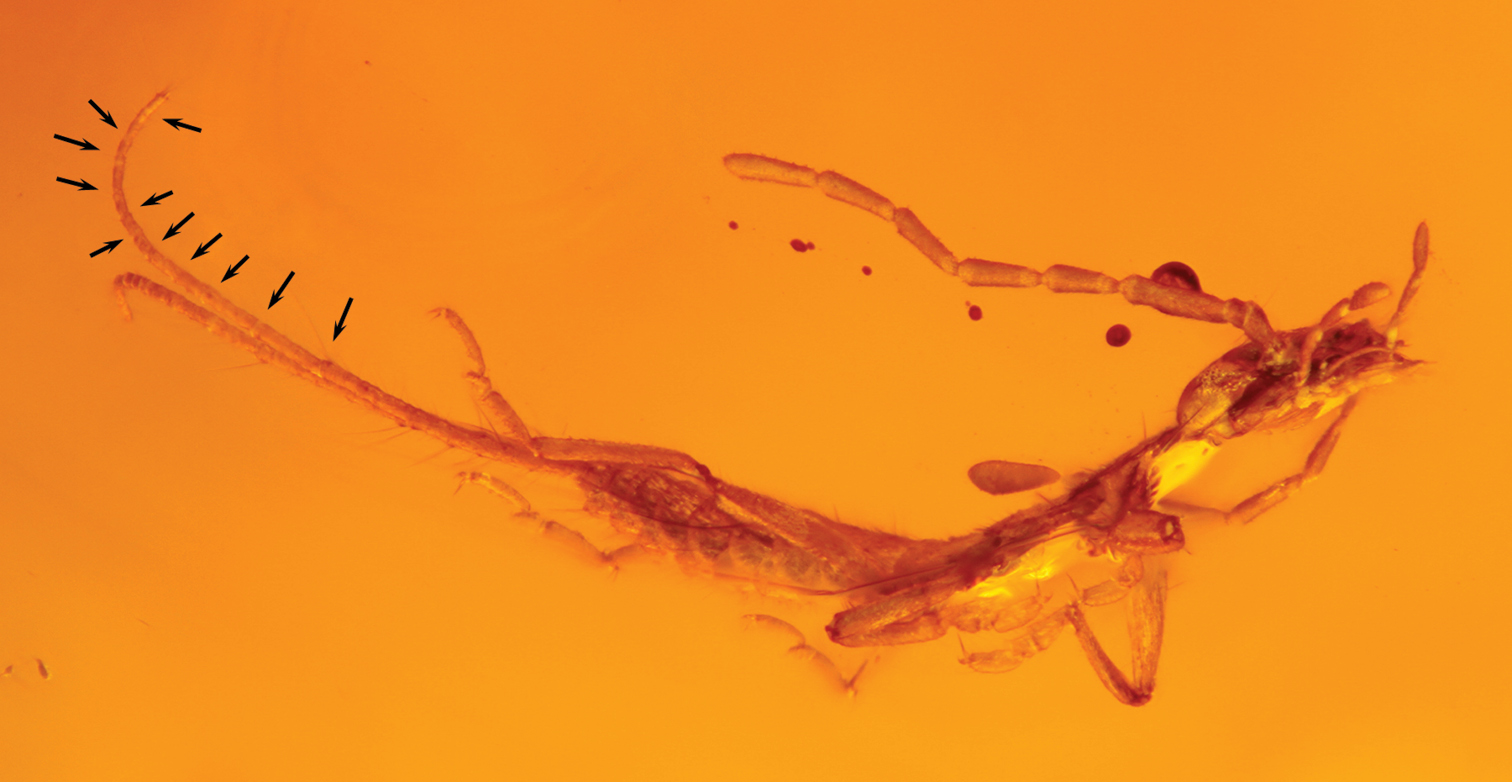
Уховёртка Tytthodiplatys mecynocercus

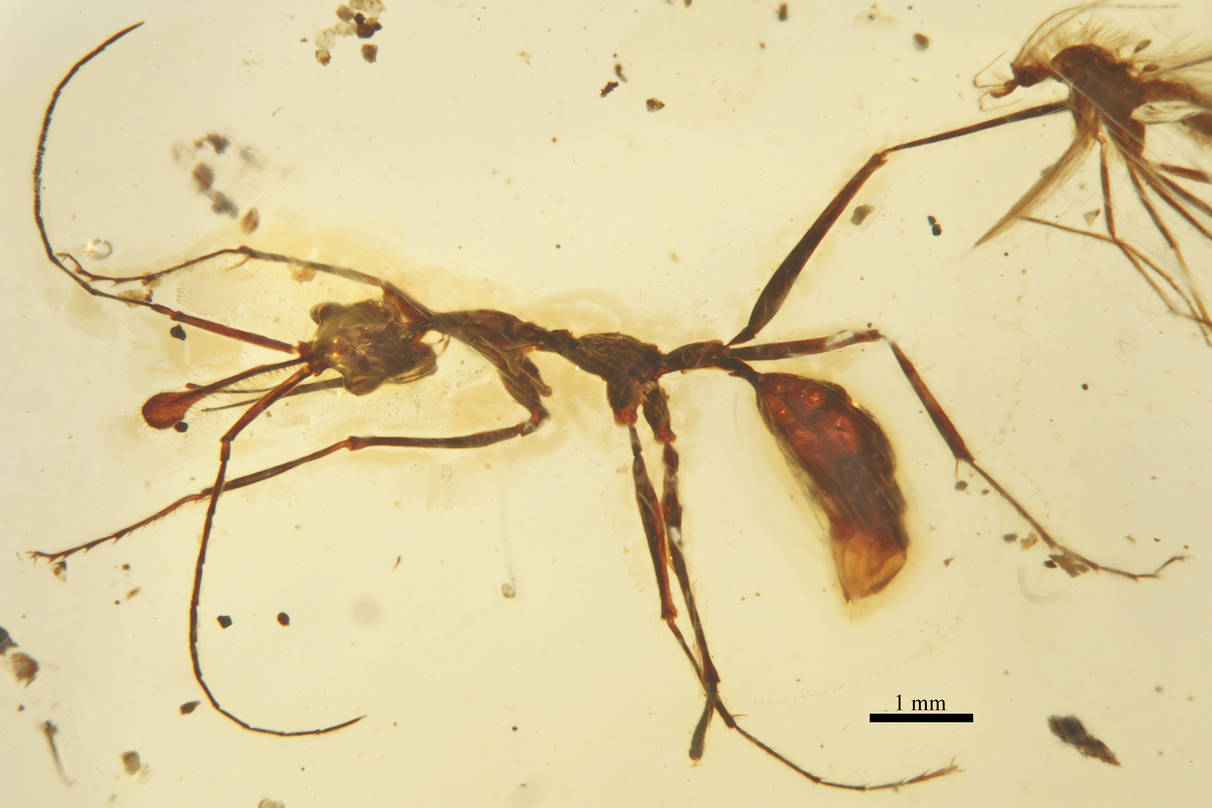
Муравей Ceratomyrmex ellenbergeri

Бирманский янтарь (англ. Burmese amber, birmite, нем. Birmit) — вид янтаря, добываемый в северо-восточной части Мьянмы (прежнее название Бирма, Юго-Восточная Азия), главным образом в штате Качин, граничащем с Китаем и Индией. Ископаемая смола, международное геологическое название «бирмит», основной вид азиатского янтаря, имеющий коммерческое значение.
Янтарь датируется возрастом около 99 миллионов лет, в самом начале сеноманского века позднего мела. Янтарь представляет значительный палеонтологический интерес из-за разнообразия флоры и фауны, содержащейся в виде включений, особенно членистоногих, многочисленных насекомых и паукообразных, а также птиц, ящериц, змей, лягушек и фрагментарных останков динозавров. Янтарь известен и коммерчески эксплуатируется с первого века нашей эры, а науке известен с середины девятнадцатого века. Исследования на месторождении вызвали дискуссии из-за его роли в финансировании внутреннего конфликта в Мьянме и опасных условий труда на шахтах, где его собирают.

## Описание
Окраска от жёлтой до коричневой. Бирманский янтарь немного твёрже балтийского янтаря (твёрдость 2,5—3). Химический состав: 80,05 % углерода, 11,5 % водорода, 8,43 % кислорода и 0,02 % серы. Предполагается, что источником бирманского янтаря были деревья из семейства араукариевых.
С помощью сканирующей электронной микроскопии, рамановской спектроскопии и рентгеновской микротомографии обнаружено, что насекомые в бирманском янтаре сохраняются в минерализованном виде. Насекомые из бирманского янтаря состоят в основном из кальцита, кварца и халцедона. Также встречаются и другие минералы — например, агат и пирит.

## История изучения
Бирманский янтарь известен более двух тысяч лет, и ещё во время династии Хань ископаемые смолы обрабатывали китайские ремесленники. В Европе о бирманском янтаре впервые узнали в XVII—XVIII веках от путешественников и дипломатов. Промышленная разработка янтаря в Бирме началась в XIX веке.
Название «бурмит» (Burmite) впервые упоминается немецким исследователем Отто Хельмом (Otto Helm; 1826—1902) в 1893 году (Helm, 1893), получившим янтарь от немецкого геолога Фрица Нётлинга (Fritz Noetling, 1857—1928), который одним из первых европейцев в 1891—1892 годах побывал на янтарных шахтах Бирмы. Отто Хельм также использовал в 1894 году и второе название «бирмит» (Birmit).
В начале XX века несколько сотен небольших шахт находились в эксплуатации, и в 1897—1930 годах общая добыча бирманского янтаря превысила 40 тонн. Затем шахты были закрыты более 60 лет, в 1936—1999 годах. Позднее добыча возобновилась и варьирует в пределах от 10 кг до 500 кг в год. Бирманский янтарь представлен главным образом мелкими кусками, крупные встречаются редко. В Лондонском музее естественной истории самый крупный экземпляр весил 15 кг.
Вероятно, самая большая и самая важная в мире коллекция артефактов бирманского янтаря расположена в Американском музее естественной истории в Нью-Йорке. Она включает в себя более 3000 членистоногих. Второй по величине коллекцией с 1200 членистоногими обладает Музей естественной истории в Лондоне.

## Возраст
Возраст янтаря из Мьянмы первоначально был определён в ≈ 50 млн лет (эоцен), но впоследствии такая датировка была оспорена и указан возраст 97—105 млн лет (меловой период). Проведённая в 2012 году радиометрическая датировка бирманского янтаря уран-свинцовым методом показала его возраст равным 98,79 ± 0,62 млн лет (ранний сеноман), что близко к границе с альбским ярусом.
В результате сравнительного анализа возраста разных видов янтаря были получены следующие данные (в млн лет):
- Доминиканский (Доминиканская Республика) — 15—40
- Мексиканский (Чьяпас) — 22—26
- Балтийский — около 40
- Hat Creek (Британская Колумбия, Канада) — 50—55
- Камбейский (Гуджарат, Индия) — 52—55
- Канадский (Альберта, Манитоба) — 70—80
- Нью-Джерсийский (США) — 65—95
- Бирманский (Мьянма) — 97—105
- Таймырский (Сибирь, Россия) — 78—115
- Испанский (Алава, San Just) — 100—115
- Шарантийский (Франция) — 100—105
- Испанский (Испания) — 100—125[18]
- Ливанский (Ливан) — 130—135[19]

## Фауна и флора бирманского янтаря
К концу 2019 году описано более 42 классов, 108 отрядов, 569 семейств, 1017 родов и 1379 видов организмов, в том числе более 300 видов за один 2019 год, большинство (94 %) из которых это членистоногие.
Первые инклюзы насекомых в бирманском янтаре были описаны в 1916 году американским энтомологом Теодором Коккереллем, который первым предположил меловой возраст этих находок.
В бирманском янтаре обнаружено наибольшее среди всех меловых депозитов разнообразие семейств членистоногих (к 2013 году 252 семейства Arthropoda). К 2017 году из бирманского янтаря (Ross, 2017) описан 481 вид насекомых, включая 73 перепончатокрылых. Hymenoptera представлены 30 семействами, что составляет 12 % от общего разнообразия членистоногих в бирманском янтаре. Среди Hymenoptera много эндемичных групп:
Aptenoperissidae, Bryopompilidae, Melittosphecidae, Othniodellithidae и другие, ещё неописанные семейства. Столь высокий процент эндемиков в этом янтаре, предположительно может говорить о том, что место, где он формировался, был изолирован от остальной Южной Азии и представлял собой остров или группу островов.
Помимо сухопутных организмов, в бирманском янтаре попадаются также морские животные, включая аммонитов, остракод и брюхоногих и двустворчатых моллюсков. Это свидетельствует, что деревья, чья смола дала начало бирманскому янтарю, росли недалеко от морского побережья.
В 2005 году описан микроорганизм Paleohaemoproteus burmacis в останках кровососущего насекомого — ископаемого мокреца рода Protoculicoides

### Беспозвоночные
Беспозвоночные преобладают в ископаемой фауне бирманского янтаря (более 1000 видов), включая древнейших представителей Palpigradi (Electrokoenenia) и Schizomida (Mesozomus).

#### Паукообразные

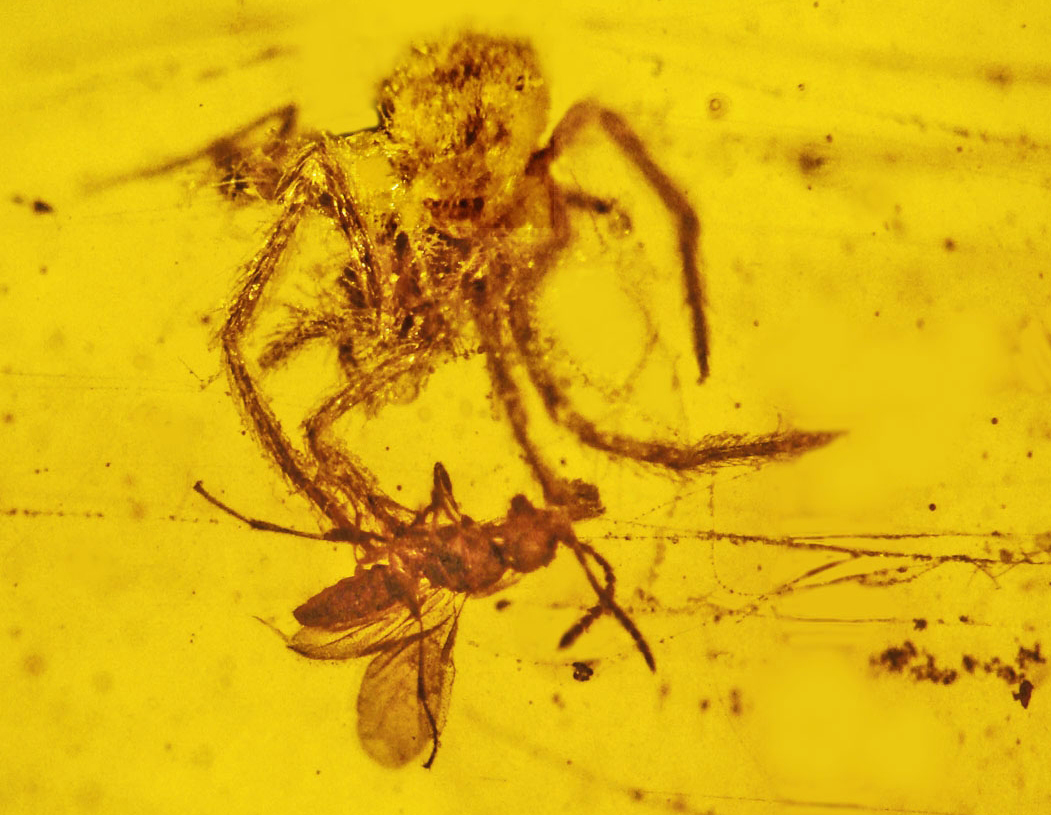
Паук Nephila burmanica и наездник Cascoscelio incassa (Scelioninae)

- Пауки (Araneae). 44 семейства пауков.
- Акариформные клещи. 20 семейств Акариформных клещей (Acariformes).
- Сенокосцы. 5 семейств Сенокосцев (Opiliones).
- Ложноскорпионы. 12 семейств Ложноскорпионов (Pseudoscorpionida).
- Скорпионы. 7 семейств Скорпионов (Scorpiones).
- Паразитиформные клещи. 5 семейств Паразитиформных клещей (Parasitiformes).
- Шизомиды. Один род Schizomida.
- Пальпиграды. Один род Palpigradi.
- Жгутоногие пауки. Один род Жгутоногих пауков (Amblypygi).
- Фаланги. Один род Фаланг (Solifugae).
- Телифоны. 2 рода Thelyphonida.
- Рицинулеи. 3 рода Ricinulei.

#### Многоножки
- Многоножки. 15 семейств Myriapoda, включая Burmanopetalum inexpectatum[37]

#### Скрыточелюстные
8 семейств Скрыточелюстных (Entognatha).

#### Насекомые

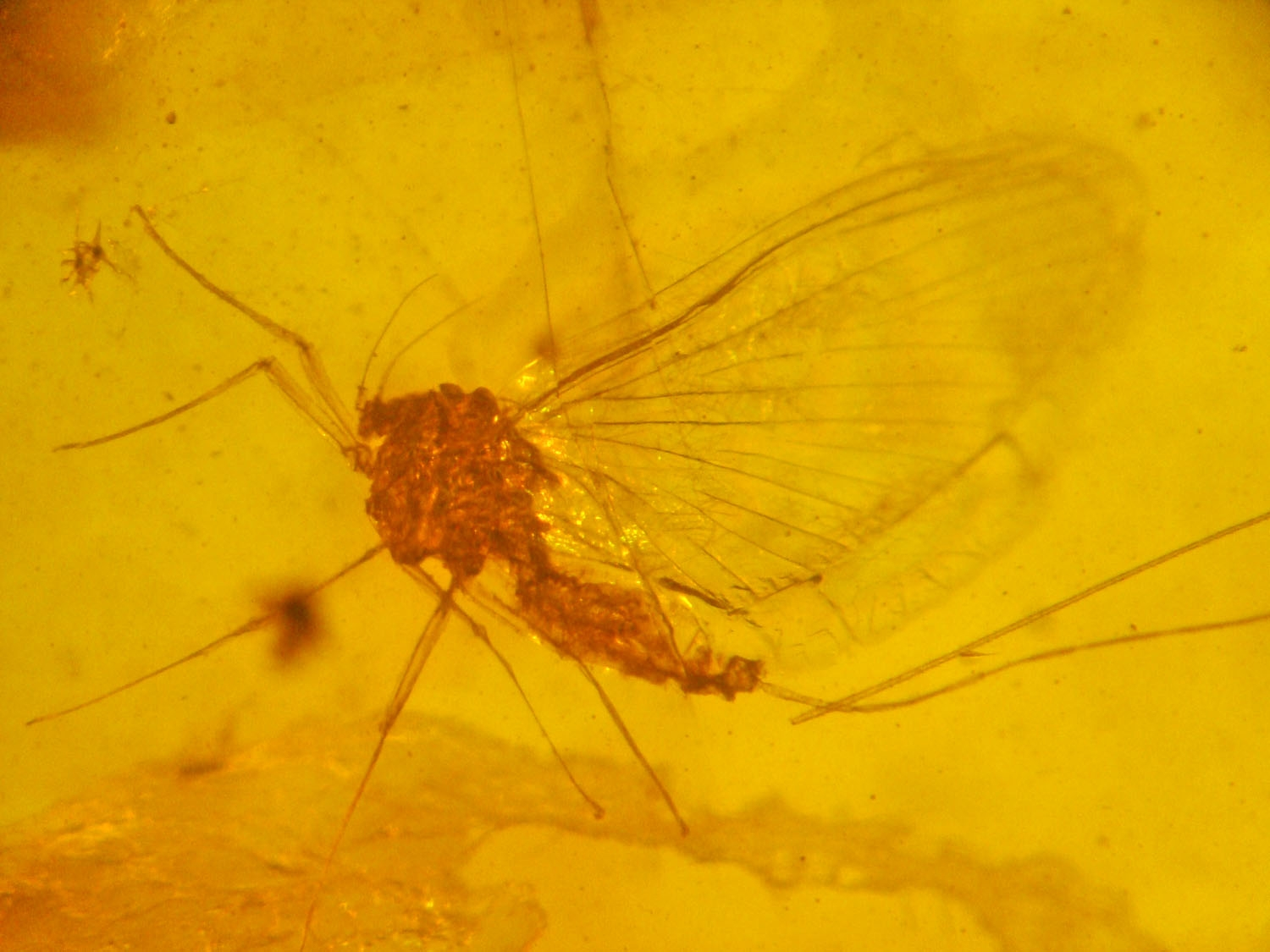
Vetuformosa buckleyi (Ephemeroptera)

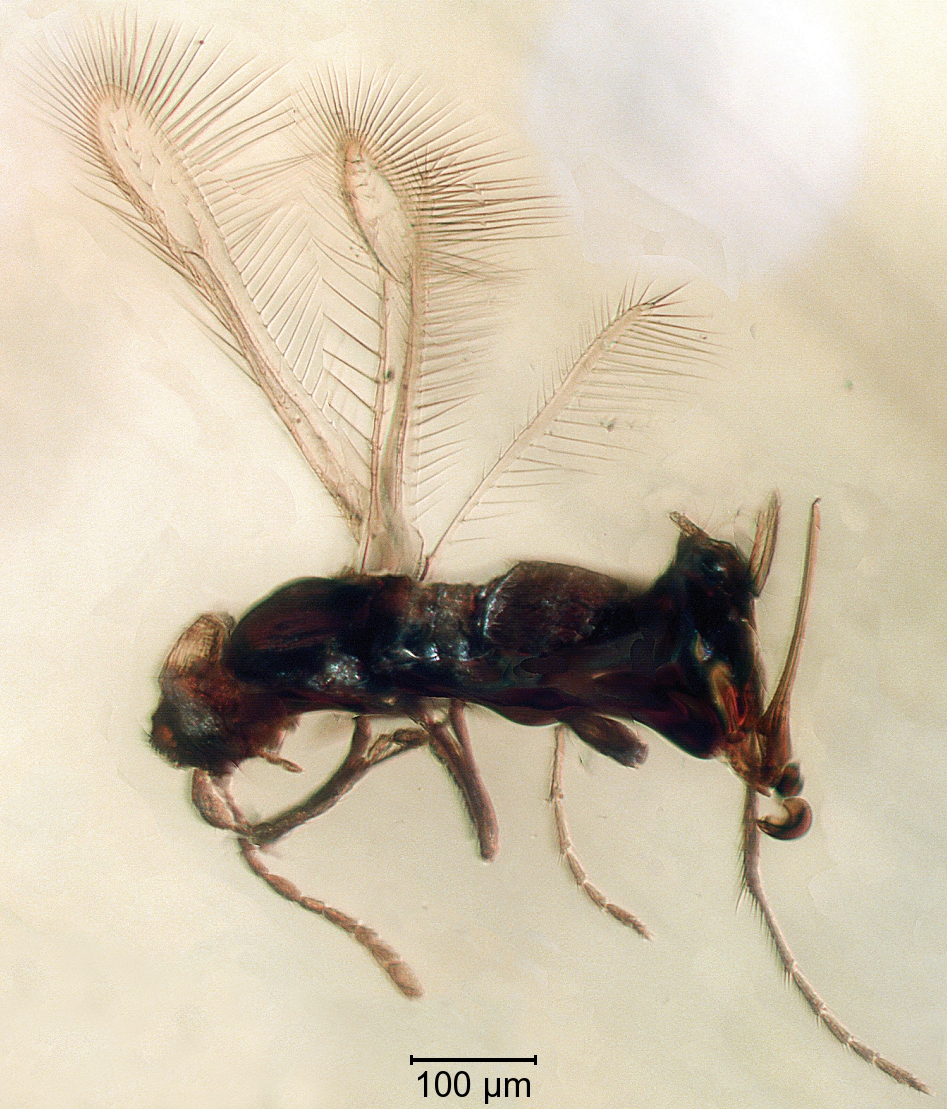
Наездник Myanmymar aresconoides (Mymaridae)

- Древнечелюстные (Archaeognatha). 2 семейства.
- Щетинохвостки (Zygentoma). Одно семейство.
- Подёнки (Ephemeroptera). 7 семейств.
- Стрекозы (Odonata). 19 семейств.
- Перепончатокрылые (Hymenoptera). Более 50 семейств.
- Двукрылые (Diptera). 47 семейств.
- Жесткокрылые (Coleoptera). 88 семейств.
- Сетчатокрылые (Neuroptera). 21 семейство.
- Полужесткокрылые (Hemiptera). 65 семейств.
- Dictyoptera. 20 семейств, включая тараканов, термитов (†Archeorhinotermitidae, Hodotermitidae, Termitidae и Mastotermitidae) и богомолов Burmantis burmitica.
- Mecoptera. 5 семейств.
- Psocoptera. 9 семейств.
- Прямокрылые (Orthoptera). 6 семейств.
- Ручейники (Trichoptera). 8 семейств.
- Dermaptera. 5 семейств.
- Embioptera. 4 семейства.
- Notoptera. Одно семейство.
- Веерокрылые (Strepsiptera). 4 семейства.
- Чешуекрылые (Lepidoptera). 4 семейства.
- Megaloptera. Одно семейство.
- Phasmatodea. 4 семейства.
- Трипсы (Thysanoptera). 4 семейства.
- Plecoptera. 2 семейства.
- Raphidioptera. Одно семейство.
- Zoraptera. Несколько видов рода Zorotypus и монотипический род Xenozorotypus.
- Элатероидные. Cretophengodes azari[38].

#### Черви
- Круглые черви (Nematoda). 5 семейств.
- Nematomorpha. Один род: Cretachordodes (Chordodidae, Gordioidea)

#### Моллюски
- Аммониты, морские гастроподы и 7 семейств наземных брюхоногих моллюсков (Mollusca)

#### Ракообразные
- Ракообразные представлены Myanmariscus deboiseae Broly, Maillet & Ross, 2015 (Isopoda)

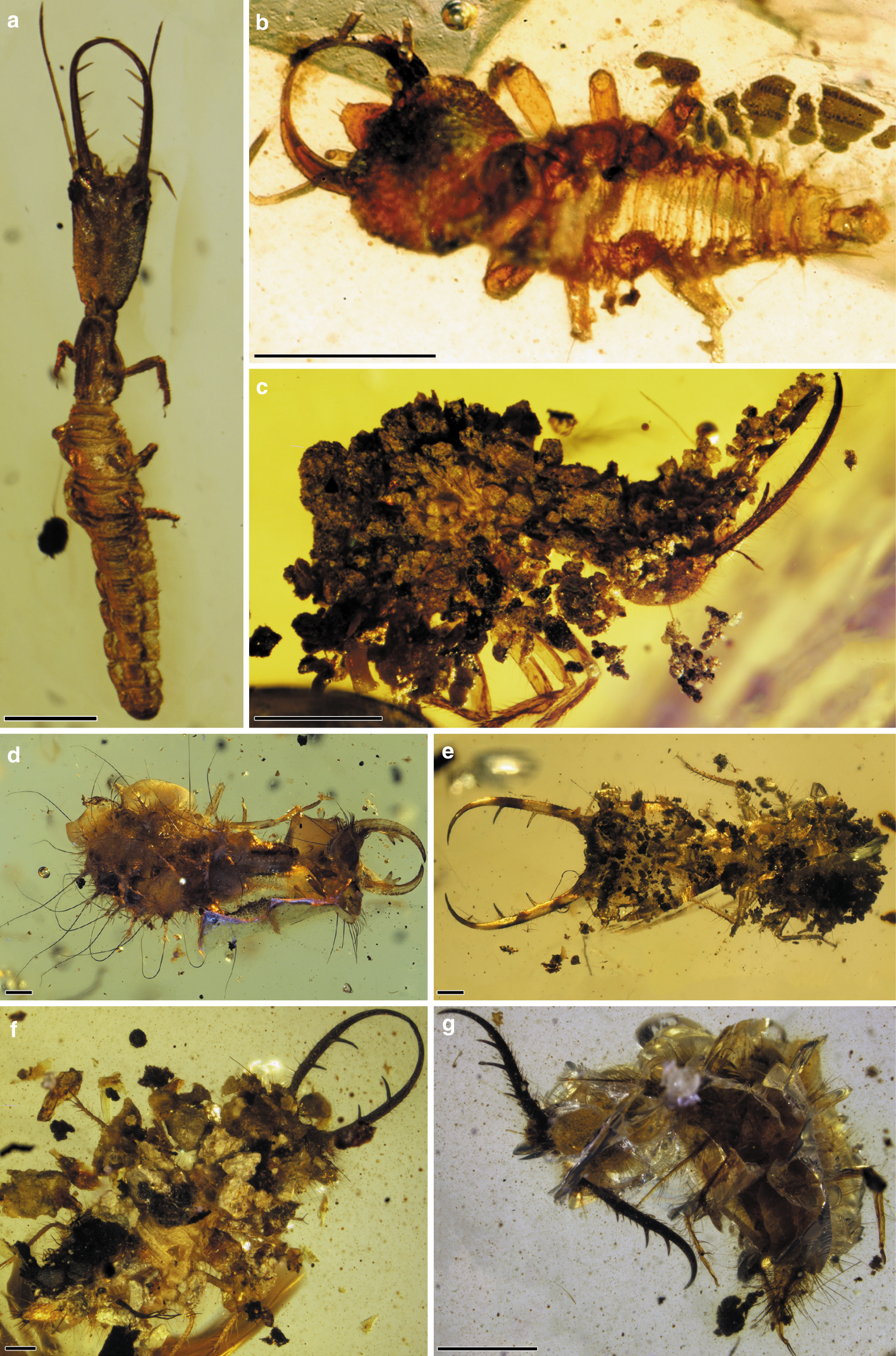
Муравьиный лев Myrmeleontiformia
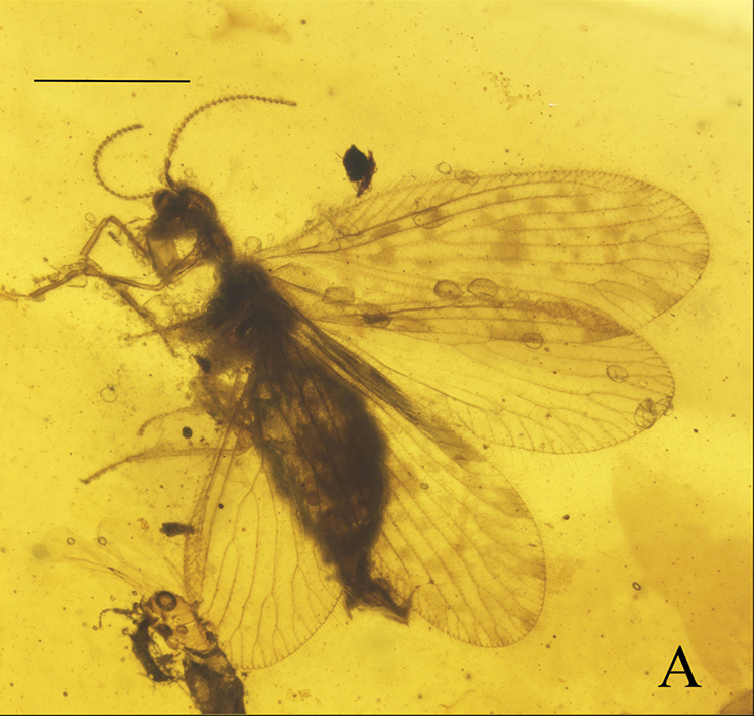
Stictosisyra pennyi (Sisyridae)
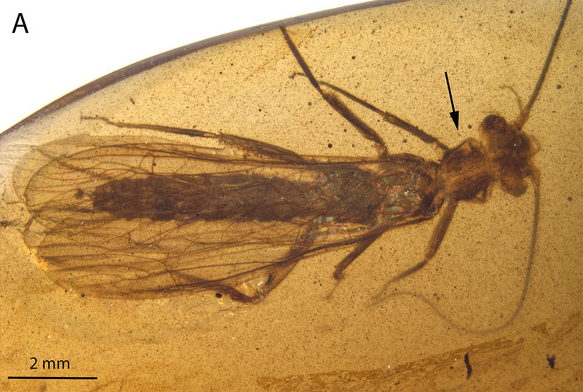
Веснянка Largusoperla billwymani
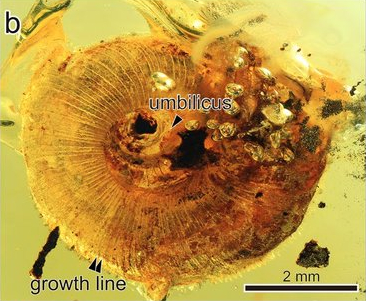
Раковина Archaeocyclotus, Cyclophoridae

### Позвоночные
Бирманский янтарь содержит в виде включений также птиц, ящериц, змей, лягушек и фрагментарные остатки динозавров.
- Ящерица Cretaceogekko burmae Arnold & Poinar, 2008
- В 2016 году в одном из образцов бирманского янтаря был найден покрытый перьями хвост динозавра[39]
- В 2017 году группа палеонтологов из Канады, КНР и США впервые представила в Пекине ископаемого птенца энанциорнисовой птицы, застывшего в янтарной массе (размер 86 × 30 × 57 мм, вес 78,16 г) примерно 99 млн лет назад[40][41].
- Змея Xiaophis myanmarensis Xing et al. 2018[42]
- Энанциорнисовая птица Elektorornis chenguangi (птенец)[43]
- В 2020 году был описан Oculudentavis khaungraae — самый маленький известный мезозойский динозавр[44]
- В 2024 году по остаткам из бирманского янтаря был описан самый древний известный сцинк — Electroscincus zedi Daza et al., 2024[45].

### Амёбозои(Amoebozoa)
- Плодовое тело представителя современного рода гриба-миксомицета Стемонитис (Stemonitis) из группы Слизевиков[46].
- Один вид, представляющий Dictyostelia (Dictyosteliomycetes): Paleoplastes burmanica[47].

### Флора бирманского янтаря
- Цветковые растения (Magnoliophyta или Angiospermae). 11 видов из 9 родов.
- Листостебельные мхи (Bryopsida). 2 рода.
- Юнгерманиевые печёночники (Jungermanniopsida). 3 семейства.
- Хвойные (Pinophyta, Pinopsida). 2 семейства.
- Папоротниковые (Polypodiopsida). 4 семейства.